# Doris Tsao
Doris Ying Tsao (Changzhou, China) é uma neurocientista de sistemas estadunidense, professora de biologia no Instituto de Tecnologia da Califórnia (Caltech). É reconhecida por ser pioneira no uso de imagem por ressonância magnética funcional (fMRI) com registros eletrofisiológicos de unidade única e por descobrir o sistema de reconhecimento de rosto de macacos para percepção facial. É investigadora do Instituto Médico Howard Hughes e diretora do T&C Chen Center for Systems Neuroscience. Recebeu uma MacArthur "Genius" fellowship em 2018. Foi eleita membro da Academia Nacional de Ciências dos Estados Unidos em 2020.

## Vida e formação
Doris Ying Tsao nasceu em Changzhou, China, antes de sua família imigrar para os Estados Unidos quando ela tinha quatro anos de idade. Ela cresceu em College Park (Maryland) e frequentou a Springbrook High School. Seu interesse pela ciência e pela neurociência visual em particular foi inspirado por seu pai, um pesquisador de visão de máquina. Ela concluiu o bacharelado em biologia e matemática em apenas três anos no Caltech em 1996. Trabalhou então com Margaret Livingstone na Escola de Medicina Harvard, onde obteve um PhD em 2002 e continuou a trabalhar como pós-doutorada. Em 2004 recebeu o Prêmio Sofia Kovalevskaya da Fundação Alexander von Humboldt, que lhe permitiu começar seu próprio grupo de pesquisa independente na Universidade de Bremen, na Alemanha, em 2006. Em 2009 ingressou no corpo docente do Caltech.

## Carreira e pesquisa
Como estudante de doutorado trabalhando com Margaret Livingstone, Tsao começou estudando estereopsia em macacos usando gravações eletrofisiológicas de unidade única. Ela então se interessou pelo uso de fMRI, uma técnica geralmente usada para visualizar a atividade de áreas do cérebro em humanos, para obter imagens de regiões do cérebro em macacos. Ela colaborou com Roger Tootell para usar fMRI para obter imagens de regiões cerebrais envolvidas na percepção de profundidade e, em seguida, colaborou com Winrich Freiwald, um pós-doutorado trabalhando com Nancy Kanwisher no Instituto de Tecnologia de Massachusetts (MIT), para combinar eletrofisiologia de unidade única com fMRI para estudar a percepção facial em macacos. Semelhante à área fusiforme da face identificada em humanos, eles descobriram uma série de pequenas áreas cerebrais, conhecidas como sistema de reconhecimento de rosto dos macacos, que contêm neurônios que são seletivamente ativados por rostos. Tsao e seu laboratório continuaram a obter avanços significativos na compreensão das características faciais específicas que causam a ativação de neurônios nessas placas faciais. Em 2017, seu laboratório "decifrou o código" de como nossos cérebros reconhecem rostos, identificando as características dimensionais que fazem os neurônios seletivos de rosto em diferentes manchas faciais do córtex cerebral responder aos rostos. Assim, as imagens de rostos apresentadas aos macacos poderiam ser reconstruídas com precisão a partir da atividade dos neurônios seletivos de rosto.
Tsao foi incluída no MIT Technology Review Innovators Under 35 em 2007.